# Aeropuerto Municipal de Douglas
El Aeropuerto Municipal de Douglas (IATA: DGL, OACI: KDGL, FAA LID: DGL) es un aeropuerto público ubicado a 3 km al este de Douglas, una ciudad en el estado de Arizona, Estados Unidos. El aeropuerto es propiedad de la ciudad de Douglas. Actualmente no cuenta con los servicios de ninguna aerolínea comercial.

## Instalaciones y aeronaves
El Aeropuerto Municipal de Douglas cubre un espacio de 259 ha que contiene dos pistas: la 03/21 tiene pavimento de asfalto con dimensiones de 5,760 x 75 pies (1.756 x 23 m) y la 18/36 tiene una superficie de asfalto de dimensiones de 4.095 x 100 pies (1.248 x 30 m). En los doce meses previos al 31 de julio de 2005, el aeropuerto tuvo 7.500 operaciones de aviación general, una media de veinte al día.